# Plouër-sur-Rance
Plouër-sur-Rance település Franciaországban, Côtes-d’Armor megyében. Lakosainak száma 3423 fő (2022. január 1.). Plouër-sur-Rance Taden, Langrolay-sur-Rance, Pleslin-Trigavou, Saint-Samson-sur-Rance és Pleurtuit községekkel határos.

## Népesség
A település népességének változása:
| Lakosok száma | 3409 | 3484 | 3626 | 3531 | 3539 | 3551 | 3515 | 3469 | 3423 |
|               | 2013 | 2015 | 2016 | 2017 | 2018 | 2019 | 2020 | 2021 | 2022 |